# QGIS
QGIS (ranije poznat i kao "Quantum GIS") je računalna GIS aplikacija otvorenog koda koja omogućuje vizualizaciju, upravljanje, uređivanje i analiziranje geopodataka.

## Korištenje
Slično ostalim GIS aplikacijama, QGIS korisnicima omogućuje stvaranje karata s većim brojem slojeva koji koriste različite projekcije karata. Karte mogu biti sastavljene u različitim formatima i za različite namjene. QGIS omogućuje stvaranje karata koje se sastoje od rasterskih ili vektorskih slojeva. Vektorski podaci mogu biti pohranjeni kao točke, linije ili poligoni, a podržane su različite vrste rasterskih slika. Program podržava i georeferenciranje.

### Napredne funkcije
QGIS pruža integraciju s drugim GIS paketima otvorenog koda, uključujući PostGIS, GRASS GIS i MapServer koji korisniku omogućuju dodatnu funkcionalnost. Dodatne mogućnosti pružaju i priključci pisani u Pythonu ili C++.

## Razvoj
Početkom 2002. godine Gary Sherman započinje s razvojem Quantum GIS-a koji 2007. godine postaje službenim projektom organizacije Open Source Geospatial Foundation (OSGeo). Verzija 1.0 objavljena je u siječnju 2009.
Napisan C++ programskim jezikom, grafičko korisničko sučelje QGIS-a koristi Qt biblioteke. Uz to, zahtijevane međuovisnosti QGIS-a uključuju GEOS i SQLite, a preporučuju se i GDAL, GRASS GIS, PostGIS i PostgreSQL jer pružaju pristup dodatnim formatima podataka. QGIS podržava različite operacijske sustave uključujući Mac OS X, Linux, BSD i Windows.
Projekt održava grupa volontera koja redovito izdaje nadogradnje i ispravke bugova. QGIS je preveden na 50-ak jezika, a aplikacija se koristi u međunarodnim akademskim i profesionalnim okruženjima.

### Inačice
| Inačica     | Kodno ime | Datum izdavanja     | Značajne promjene |
| ----------- | --------- | ------------------- | --- |
| 0.0.1-alpha |           | srpanj 2002.        | Uvoz i pregled podataka iz PostGIS-a |
| 0.0.3-alpha |           | 10. kolovoza 2002.  | Dodana podrška za shapefile i druge vektorske formate. |
| 0.0.4-alpha |           | 15. kolovoza 2002.  | Poboljšanja u radu sa slojevima, dodavanje boja slojevima i dijalog za pregled značajki.                                                                          |
| 0.0.5-alpha |           | 5. listopada 2002.  | Ispravak bugova i poboljšana stabilnost, podešavanje debljine linija i poboljšanje funkcije zumiranja.                                                            |
| 0.0.6       |           | 24. studenog 2002.  | Poboljšanja u povezivanju s PostGIS-om, dodana funkcija identifikacije slojeva i mogućnost pregleda i sortiranja atributnih tablica.                              |
| 0.0.7       |           | 30. studenog 2002.  | |
| 0.0.8       |           | 11. prosinca 2002.  | |
| 0.0.9       |           | 25. siječnja 2003.  | |
| 0.0.10      |           | 13. svibnja 2003.   | |
| 0.0.11      |           | 10. lipnja 2003.    | |
| 0.0.12      |           | 10. lipnja 2003.    | |
| 0.0.13      |           | 8. prosinca 2003.   | |
| 0.1pre1     |           | 14. veljače 2004.   | Dodana podrška za rasterske podatke; jednolično, neprekidno i postepeno sjenčenje vektora; mogućnost stvaranja buffer zona implementirana kao PostGIS priključak. |
| 0.1         | Moroz     | 25. veljače 2004.   | |
| 0.2         | Pumpkin   | 26. travnja 2004.   | Arhivirana inačica izvorne stranice od 29. srpnja 2014. (Wayback Machine)                                                                                         |
| 0.3         | Madison   | 28. svibnja 2004.   | Arhivirana inačica izvorne stranice od 28. srpnja 2014. (Wayback Machine)                                                                                         |
| 0.4         | Baby      | 4. srpnja 2004.     | Arhivirana inačica izvorne stranice od 28. srpnja 2014. (Wayback Machine)                                                                                         |
| 0.5         | Bandit    | 5. listopada 2004.  | Arhivirana inačica izvorne stranice od 28. srpnja 2014. (Wayback Machine)                                                                                         |
| 0.6         | Simon     | 19. prosinca 2004.  | Arhivirana inačica izvorne stranice od 28. srpnja 2014. (Wayback Machine)                                                                                         |
| 0.7         | Seamus    |                     | Arhivirana inačica izvorne stranice od 29. srpnja 2014. (Wayback Machine)                                                                                         |
| 0.7.3       |           | 11. listopada 2005. | |
| 0.8         |           | 7. siječnja 2007.   | |
| 0.8.1       | Titan     | 15. lipnja 2007.    | Arhivirana inačica izvorne stranice od 28. srpnja 2014. (Wayback Machine)                                                                                         |
| 0.9.0       |           | 26. listopada 2007. | Arhivirana inačica izvorne stranice od 29. srpnja 2014. (Wayback Machine)                                                                                         |
| 0.9.1       | Ganymede  | 6. siječnja 2008.   | Arhivirana inačica izvorne stranice od 28. srpnja 2014. (Wayback Machine)                                                                                         |
| 0.10        | Io        | 3. svibnja 2008.    | Arhivirana inačica izvorne stranice od 8. kolovoza 2012. (Wayback Machine)                                                                                        |
| 0.11.0      | Metis     | 21. srpnja 2008.    | Arhivirana inačica izvorne stranice od 29. srpnja 2014. (Wayback Machine)                                                                                         |
| 1.0.0       | Kore      | 5. siječnja 2009.   | Arhivirana inačica izvorne stranice od 28. srpnja 2014. (Wayback Machine)                                                                                         |
| 1.1.0       | Pan       | 12. svinja 2009.    | Arhivirana inačica izvorne stranice od 28. srpnja 2014. (Wayback Machine)                                                                                         |
| 1.2.0       | Daphnis   | 1. rujna 2009.      | Arhivirana inačica izvorne stranice od 28. srpnja 2014. (Wayback Machine)                                                                                         |
| 1.3.0       | Mimas     | 20. rujna 2009.     | Arhivirana inačica izvorne stranice od 29. srpnja 2014. (Wayback Machine)                                                                                         |
| 1.4.0       | Enceladus | 10. siječnja 2010.  | Arhivirana inačica izvorne stranice od 28. srpnja 2014. (Wayback Machine)                                                                                         |
| 1.5.0       | Tethys    | 29. srpnja 2010.    | Arhivirana inačica izvorne stranice od 28. srpnja 2014. (Wayback Machine)                                                                                         |
| 1.6.0       | Copiapó   | 27. studenog 2010.  | Arhivirana inačica izvorne stranice od 29. srpnja 2014. (Wayback Machine)                                                                                         |
| 1.7.0       | Wrocław   | 19. lipnja 2011.    | Arhivirana inačica izvorne stranice od 7. rujna 2011. (Wayback Machine)                                                                                           |
| 1.8.0       | Lisboa    | 21. lipnja 2012.    | Arhivirana inačica izvorne stranice od 3. srpnja 2012. (Wayback Machine)                                                                                          |
| 2.0.0-2.0.1 | Dufour    | 8. rujna 2013.      | Novi vektorski API, integracija geoprocesora SEXTANTE, redizajn simbola i obilježavanja.                                                                          |
| 2.2         | Valmiera  | 22. veljače 2014.   | Arhivirana inačica izvorne stranice od 22. kolovoza 2014. (Wayback Machine)                                                                                       |
| 2.4         | Chugiak   | 27. lipnja 2014.    | Arhivirana inačica izvorne stranice od 11. kolovoza 2014. (Wayback Machine)                                                                                       |
| 2.6         | Brighton  | 1. studeni 2014.    | Arhivirana inačica izvorne stranice od 10. studenoga 2014. (Wayback Machine)                                                                                      |

## Licenciranje
Kao slobodni softver pod GNU GPL licencijom, QGIS se može slobodno modificirati za izvođenje raznih specijaliziranih zadataka, a proširenje njegove osnovne fukcionalnosti moguće je i kroz korištenje brojnih priključaka.

## Formati podataka
QGIS omogućava upotrebu različitih vrsta datoteka (dxf, shapefile, itd.) kao i personalizirane geobaze podataka. QGIS podržava MapInfo, PostGIS i druge različite formate kao i mrežne servise koji omogućuju korištenje vanjskih izvora podataka (Web Map Service, Web Feature Service itd.).

## Više informacija
- GIS
- geomatika
- OSGeo
- Open Geospatial Consortium

## Vanjske poveznice
- službena web stranica
- QGIS - galerija karata (Flickr)